# 岷県
岷県（びんけん、拼音:Mìn Xiàn）は中華人民共和国甘粛省定西市最南端に位置する県。以前は現在廃止された武都地区に属していた。
住民の97%が漢族で、回族・チベット族などの少数民族が居住する。

## 地理
岷県は北緯34度07分から34度45分、東経104度41分から104度59分に位置する。中国の南北の境界線秦嶺は西端で南北二つに分かれ、岷県はその分かれた北の方（北秦嶺）の中腹に位置する。このあたり青蔵高原の東の縁（甘南高原）の地溝に当たり、北は洮河と渭河の分水嶺木寨嶺、羅山に隣接する黄土高原の隴中高原部分である。県内には分厚いが不連続の第四紀の黄土が分散して堆積する。南と東南は黄河と長江の流域の分水嶺の高山地帯で大拉梁（3747m）、岷峨山の向こうは四川盆地である。県内の地形は主に高原に属し、地表の区画はわりと小さく川谷は広く浅い。海抜2300~3000mの間の土地が大部分である。
西部と北部は洮河中流の中山寬谷地区で洮河両岸の広い段丘は良好な耕地で、東部は山間の盆地で渭河の支流榜沙河上流閭井河流域と西漢水の支流湫山河流域である。気候は寒さが厳しく湿潤、東から西へ向かうにつれ温帯半湿潤気候から寒冷になっていく。年平均気温は5.5℃であり、1月の平均気温は氷点下7.1℃、7月の平均気温は15.9℃、年平均降水量635mm。植生の保存状態は割と良好。

## 歴史
戦国末期の秦により臨洮県が設置された。北朝西魏の文帝により溢楽県と改称、岷州が置かれた。明の洪武年間が岷州衛に改め、清の雍正年間に再び岷州とした。
中華民国が成立すると1913年に岷県と改称された。秦の長城は岷県を西の始まりとした。県内には秦の長城の遺跡が現存する。他に馬家窯文化・寺窪文化・斉家文化など文化遺跡6ヶ所を「彩陶の郷」と称する。明代に建設された県城の真武廟は今も完全な形で保存されている。

## 行政区画
15鎮、3郷を管轄：
- 鎮：岷陽鎮、蒲麻鎮、西寨鎮、梅川鎮、西江鎮、閭井鎮、十里鎮、茶埠鎮、中寨鎮、清水鎮、寺溝鎮、麻子川鎮、維新鎮、禾馱鎮、馬塢鎮
- 郷：秦許郷、申都郷、鎖竜郷

## 経済

### 農業
農作物は小麦（春小麦及び冬小麦）が主で、他に洋麦、ハダカムギ、エンバクが少々。秋にはソラマメ、ジャガイモ、トウモロコシ、麋子などが獲れる。経済作物は当帰、党参、黄耆、紅耆などの薬草である。森林面積は56万ムー、草原は150万ムーを超える。牧畜業は発展途上にある。

## 交通
岷県の交通は道路が主である。甘川公路、岷夏公路、岷代公路といった幹線道路が本県を通る。2017年には蘭渝線が全通し、新たに蘭州、重慶方面への鉄道ルートが確保された。

### 鉄道
- 中国鉄路総公司
  - 蘭渝線
    - 岷県駅

### 道路
- 国道
  - G212国道

## 特産
岷県と隣の宕昌県の西北端は当帰の生産が盛んで、その質も量も全国一である。岷県の当帰栽培の歴史は1400年を超える。
また、特産の硯である洮硯は中国「四大名硯」の一つと称される。